# Ilha Digital (equipamento)
Uma ilha digital é um equipamento para editar vídeo digital. Na prática, consiste de um computador dotado de hardware e software especiais para a montagem e organização de imagens em movimento em sistema não linear que permite a inclusão e troca de imagens de maneira livre, ao contrário do sistema linear e limitado das máquinas antecessoras.